# Stefan Salvatore
Stefan Salvatore è un personaggio immaginario, co-protagonista della serie di romanzi Il diario del vampiro, creata dalla scrittrice Lisa Jane Smith.

## Romanzi
Stefan è un vampiro trasformato a 17 anni, nel XV secolo. È schivo, gentile, sobrio e pragmatico e cerca di non nutrirsi di sangue umano, ripiegando su quello animale, anche se così facendo i suoi poteri sono più deboli. È stato trasformato dalla vampira che amava, Katherine, come il fratello maggiore Damon. Dopo la trasformazione, trascorse i primi anni del vampirismo in un monastero inglese.
Arrivato a Fell's Church come nuovo studente, Stefan conosce Elena Gilbert: inizialmente la tiene lontana perché somiglia a Katherine, ma poi cominciano una relazione e lui le rivela la sua vera natura. Katherine, però, ingelosita, uccide Elena, che ritorna come vampira poiché ha scambiato il sangue con Damon. Elena brucia Katherine alla luce del sole, ma muore per lo stesso motivo. Stefan si scontra con il vampiro Antico Klaus, che viene scacciato dallo spirito di Elena, resuscitata poi come essere umano dalla strega Bonnie. Qualche giorno dopo, Stefan viene rapito e rinchiuso nel carcere della Dimensione Oscura dai kitsune Shinichi e Misao. Salvato da Elena e Damon, con loro cerca di recuperare una sfera stellata che potrebbe salvare Fell's Church, ma, nel tentativo di prenderla Damon muore. La Corte Celestiale rifiuta di resuscitarlo, ma garantisce a tutti nuova vita senza i kitsune.
Tempo dopo, Damon resuscita e Stefan si iscrive al Dalcrest College. Una delle confraternite riporta in vita Klaus, che promette di uccidere Elena. La giovane riesce però a distruggere un'altra volta l'Antico e beve l'acqua dell'Eterna Giovinezza per diventare immortale e restare con Stefan per sempre. Trascorsi cinque anni, Stefan viene tradito da uno dei loro alleati, il cacciatore Jack, che lo uccide piantandogli un paletto nel cuore. Il suo fantasma esorta Elena a proseguire la propria vita insieme a Damon; poco dopo, la giovane torna ai tempi del liceo per cambiare il proprio destino, e decide di non avvicinarsi a Stefan per evitare che Damon, spinto dalla gelosia, inizi a uccidere la gente. Elena, anzi, cerca l'aiuto di Katherine per far riappacificare i due Salvatore, riuscendo nel suo intento: Stefan parte così per l'Italia con il fratello. In seguito, quando Elena torna al futuro, non viene rivelato come sia cambiato il destino di Stefan.

## Serie TV

### Casting e interpretazione
Il 27 marzo 2009, The Hollywood Reporter annunciò che Paul Wesley avrebbe interpretato Stefan nella serie TV tratta dai romanzi, The Vampire Diaries. Per calarsi meglio nella parte e trasmettere l'immagine di un vampiro che si nutre, contro natura, solo di sangue animale, Wesley perse più di 7 kg. In un'intervista con Page Six, definì il personaggio il "sogno di un attore" perché c'era "molto in cui affondare i denti" ed era "disperatamente innamorato della mortalità pur essendo terrorizzato e odiandosi per essere un vampiro".

### Caratterizzazione e sviluppo
Nel copione originario del primo episodio, il suo cognome era Whitmore. Stefan venne descritto come "un bel giovanotto" trasformato in vampiro 162 anni prima, che sviluppa un "forte legame" con l'"eroina tragica" Elena Gilbert. Wesley definì il giovane Stefan "ingenuo e pronto a cavalcare qualsiasi onda la vita gli mandi", "facilmente manipolato" e "innocente", con un'"anima giovane e bella", mentre, una volta invecchiato, è più saggio. Nel 1864, anno della sua trasformazione, Stefan "non aveva ancora imparato il cauto controllo che adesso domina la sua vita" ed era un avido consumatore di sangue umano, fatto considerato da Zap2it il suo "passato oscuro". Sulla dipendenza dal sangue, Wesley disse: "È fantastica. È una droga. È un drogato. Posso interpretare un drogato, e lo adoro. Torno indietro ai suoi giorni di dipendenza, pesante dipendenza. Quando sono nel mio stato bramoso, è divertentissimo. [...] Lo adoro, e spero che riesca nel modo che ho immaginato.". Il produttore esecutivo Kevin Williamson rivelò che "non vedeva l'ora che Stefan cadesse infine dal vagone e riprendesse a bere sangue umano" dopo decenni di sangue animale, e Wesley concordò che "tutti hanno un lato oscuro, soprattutto un vampiro, e sarebbe poco realistico non esplorarlo". Zap2it trovò "questa versione sociopatica del nostro eroe molto più affascinante del suo solito atteggiamento da martire". Wesley, a cui piaceva di più "Stefan lo squartatore", disse che "lo Stefan buono non mi sembra molto naturale in termini di ciò che voglio fare sullo schermo, e che voglio dire. Mi sento io stesso un po' soffocato quando resiste alla tentazione di fare cose vampiresche".

#### Relazioni
Stefan ha una relazione di amore-odio con suo fratello Damon. Wesley raccontò: "La dinamica tra i personaggi è così interessante perché si amano, ma si odiano. [...] C'è sempre questo pensiero nella testa di Stefan, nel quale spera che un giorno Damon possa essere il più normale e operativo possibile". Definì il loro rapporto nel passato "bellissimo", perché "a quei tempi si volevano moltissimo bene".
Nel primo episodio della serie, Stefan inizia una storia d'amore con Elena senza dirle di essere un vampiro, perciò la ragazza, quando lo scopre, lo lascia per breve tempo prima di tornare con lui. Pian piano Elena comincia a sviluppare dei sentimenti anche per Damon ed inizia infine una relazione con lui nella quarta stagione. Wesley invitò i fan della coppia a non perdere le speranze, bensì di ricordare che "Stefan ed Elena hanno questo amore così forte, che è stato una sorta di fulcro della prima stagione – non si può ignorare del tutto". La scrittrice della serie, Julie Plec, disse "Si amano tanto profondamente quanto due persone possano amarsi, ma ciò non significa che la loro relazione sia infallibile".
Stefan ed Elena non tornano più insieme, e il ragazzo si lega invece a Caroline, sposandola nel penultimo episodio della serie. Wesley confessò di averlo trovato "sorprendente" e che non avrebbe mai immaginato che Caroline e Stefan avrebbero finito con il diventare una coppia tanto potente quanto quella formata dal ragazzo e da Elena.

### Storia
Stefan Salvatore nasce nel 1846. Vive a Mystic Falls ed è il secondo e ultimo figlio di Giuseppe Salvatore, un emigrato italiano, e di Lily, una donna di origini francesi creduta morta nel 1858 di tubercolosi, ma diventata vampira. Ha un fratello maggiore, Damon. Nel 1864, giunge in città l'affascinante Katherine Pierce, di cui Stefan si innamora, ma i suoi sentimenti sono condizionati dal potere della ragazza, una vampira. Quando i suoi simili vengono scoperti, Katherine viene portata via e i fratelli Salvatore vengono uccisi dal padre nel tentativo di salvarla. Con il sangue della ragazza nelle vene, Stefan si risveglia in uno stato di transizione tra la morte e la trasformazione in vampiro, che completa nutrendosi del sangue del suo stesso padre. Per non restare solo, costringe anche Damon a trasformarsi, attirandosi il suo risentimento. La sete di sangue lo divora, convertendolo in uno squartatore, finché la vampira Lexi gli insegna a bere il sangue degli animali, e Stefan inizia ad alternare così momenti in cui non si nutre a periodi in cui stermina interi villaggi. Stefan si preoccupa più per gli altri che per se stesso, quindi odia condividere i suoi problemi e preferisce affrontarli da solo, sebbene spesso ne venga sopraffatto.
Nel maggio 2009, Stefan ritorna a Mystic Falls e salva Elena Gilbert da un incidente stradale. Notando la somiglianza con Katherine, decide di conoscerla iscrivendosi allo stesso liceo. I due si innamorano, ma, a causa delle bugie che gli servono per celare la sua vera natura, iniziano a litigare, finché Elena scopre che è un vampiro e scappa; poi, però, si fa raccontare del suo passato. Katherine torna a Mystic Falls per stare con Stefan, che però la respinge, così, per ripicca, Katherine trasforma Caroline in una vampira, e il ragazzo la aiuta ad adattarsi alla sua nuova vita. Intanto Damon viene morso da un licantropo e rischia di morire: l'unica cura è il sangue dell'Originale Klaus, così Stefan accetta di mettersi al suo servizio per farselo consegnare, ma intanto medita su come ucciderlo. I Salvatore entrano in possesso del legno della quercia bianca, letale per gli Originali, ma scoprono che, se uccidono Klaus, da cui discendono, moriranno anche loro. La madre di Klaus, desiderando sbarazzarsi dei figli, trasforma Alaric in un Originale atto a cacciarli, così Rebekah, ritenendolo troppo pericoloso, uccide Elena, poiché lei e Alaric sono stati legati e, se la ragazza muore, muore anche l'uomo. Il giorno precedente, però, Elena era stata curata con sangue di vampiro e si trasforma in un non-morto. Stefan cerca di educarla a bere sangue animale, ma con poco successo. I sentimenti che la giovane prova per Damon diventano sempre più forti e Stefan, non sopportandolo, chiude la loro relazione. Successivamente lo stregone Silas lo imprigiona in una cassaforte, lo getta in un lago e si sostituisce a lui approfittando del loro aspetto identico: il vampiro viene liberato soltanto dopo tre mesi, e poco dopo viene ucciso dalla setta dei Viaggiatori. Bonnie riesce a farlo risorgere con un incantesimo e Stefan inizia una storia d'amore con Caroline, che ha tuttavia breve durata: quando infatti lei scopre che Josie e Lizzie, le figlie di Alaric, sono state trasferite con la magia nel suo grembo per proteggerle, il giovane decide di lasciarla, capendo che ora è legata sia alle bambine che all'uomo. Marchiato dalla cacciatrice Rayna Cruz, trascorre tre anni in viaggio per sfuggirle e tenerla lontana dai suoi cari, finché la minaccia non viene sventata da Damon. Non avendo mai smesso di amarsi, lui e Caroline tornano insieme, ma poco dopo Cade, il signore dell'inferno, decide di fare di Josie e Lizzie le sue serve e Stefan si offre al posto loro. Durante il periodo trascorso al servizio del diavolo, spegne la propria umanità e spinge la brava gente a prendere cattive scelte che contamineranno le loro anime, finché Bonnie gli inietta la cura per il vampirismo e lo fa tornare umano. Privo della sua malvagità di vampiro, il ragazzo deve fare i conti con il senso di colpa per le atrocità commesse e decide di andarsene per redimersi, lasciando Caroline perché, pur amandola, sente di non poter stare insieme a lei dopo essere diventato mortale. Stefan uccide Cade, e Damon lo convince a rimanere facendogli capire che non riuscirà mai a redimersi scappando, quindi Stefan promette a Caroline che passerà quel che resta della sua vita con lei e le chiede di sposarlo. Dopo le nozze, Katherine cerca di distruggere Mystic Falls con le fiamme dell'Inferno, ma Stefan decide di sacrificarsi per salvare tutti. Una volta estratta la cura dal suo corpo con una siringa e iniettatala a Damon facendolo tornare umano, tiene bloccata Katherine mentre entrambi vengono consumati dalle fiamme. Trovata la pace nell'aldilà, Stefan riabbraccia il fratello al termine della vita mortale di quest'ultimo.

#### I diari di Stefan
I diari di Stefan, serie di romanzi tratta dalla serie televisiva, narrano una versione leggermente diversa del passato di Stefan. Nella primavera del 1864, prima di conoscere Katherine, Stefan aveva terminato l'Accademia Maschile ed era pronto a frequentare l'Università della Virginia a Charlottesville dopo la guerra; era inoltre fidanzato con Rosalyn Cartwright, che fu uccisa da Katherine. Dopo la trasformazione si trasferì a New Orleans, dove la vampira Lexi lo introdusse alla caccia degli animali. Si innamorò di una ragazza, Callie Gallagher, e decise di lasciare la città con lei, ma la giovane fu uccisa da Damon. Stefan si spostò a New York, dove salvò e sposò la giovane Bridget Sutherland, ma tutta la famiglia fu massacrata da un vampiro al servizio di Klaus, che voleva vendicarsi per la morte di Katherine. Stefan partì allora per l'Inghilterra e, con il nome fittizio di Stefan Pine, nel 1888 iniziò a lavorare come custode e giardiniere presso la famiglia Abbott, a Ivinghoe. A Londra intanto comparve uno Squartatore, Samuel, fidanzato di Katherine, che cercò di far ricadere la colpa sui Salvatore per vendicarne la morte.

## Accoglienza
Hollywood Crush ritenne che lo Stefan letterario fosse molto simile a Edward Cullen: sognatore, romantico, desideroso di vivere una vita normale, capace di spezzare un albero per mostrare ad Elena che la può ferire, e moralista in modo quasi frustrante.
Il sito Movieplayer, relativamente alla serie televisiva, commentò che "il personaggio di Stefan sembra strutturato in maniera più equilibrata rispetto a quello del fratello". Nel libro A Visitor's Guide to Mystic Falls, Alyxandra Harvey scrisse che "Stefan, apparentemente il vampiro più umano, è anche quello più ossessionato dal sangue: dalla sostanza in sé e dalle varie conseguenze del suo consumo. [...] È costantemente in lotta con se stesso per esercitare un controllo sulla sua fame implacabile. E il tentativo di controllare l'impossibile - la sua natura - quasi lo paralizza, rendendolo rigido e debole, perché tutta la sua energia è concentrata sulla lotta." La scrittrice paragonò inoltre Stefan ad un eroe romantico, affiancandolo a Fitzwilliam Darcy. Un altro paragone fu fatto con Ashley Wilkes di Via col vento: come lui, Stefan fu l'oggetto dell'ossessione di una donna (Katherine), ma il suo senso dell'onore gli impedì per molto tempo di dirle che non l'avrebbe mai contraccambiata, nonostante fosse attratto da lei. Resosi conto che rappresentava un pericolo per i suoi cari, la allontanò, e successivamente si innamorò di un'altra donna (Elena) che incarnava gli stessi valori di quella precedente, senza averne però i difetti.